# Cosmiella longiforceps
Cosmiella longiforceps – gatunek skorka z rodziny skorkowatych i podrodziny Skendylinae.
Gatunek ten opisany został w 1966 roku przez Alana Brindle’a jako Emboros longiforceps, na podstawie samca i samicy odłowionych odpowiednio w 1960 i 1957 roku w lesie Lokobe na wyspie Nosy Be. Do rodzaju Cosmiella przeniósł go w 1989 Henrik Steinmann.
Samce osiągają 9, a samice 7,5 mm długości ciała bez szczypiec. Ruda, matowa, zaokrąglona głowa ma krótsze od skroni oczy i wyraźne szwy. Czułki mają pierwszy człon dłuższy niż ich rozstaw, drugi człon kwadratowy, trzeci tak długi jak i piąty i dłuższy od czwartego, a człony od szóstego wzwyż wydłużone i prawie cylindryczne. Barwa czułków u samca jest czarna z wyjątkiem rudego członu dziewiątego, a u samicy ruda z czarnym szczytem członu pierwszego.
Nieco szersze niż długie przedplecze ma spiczaste kąty przednie, równoległe boki o krawędziach wąsko rozszerzonych i nieco ku górze wywiniętych, a wypukłą tylną krawędź szeroko rozszerzoną, nieco wywiniętą ku górze i zgiętą poziomo ponad pokrywami. Powierzchnia przedplecza jest gładka, błyszcząco czarna z rudymi brzegami bocznymi. Szerokość przedplecza jest mniejsza niż pokryw i nasady odwłoka. Dobrze rozwinięte, matowo czarne pokrywy są dłuższe od przedplecza, skórzaste, o skośnie ściętych tylnych brzegach i dobrze zaznaczonych bocznych kilach podłużnych. Tylnej pary skrzydeł brak zupełnie. Stosunkowo długie i smukłe odnóża mają rude i nieco rozszerzone uda, brązowawoczerwone i smukłe golenie oraz brązowe stopy o dobrze rozwiniętych drugich członach sercowatego kształtu i długich pazurkach. W dwóch początkowych parach odnóży długość stóp wynosi około połowy długości goleni.
Błyszcząco czarny, poprzecznie rowkowany odwłok rozszerza się do segmentów VI–VII, a dalej zwęża. Boczne wzgórki gruczołowe na segmencie trzecim są małe, a na czwartym lepiej wykształcone. Ostatni tergit zwęża się ku tyłowi u obu płci, ale u samic silniej. Tylna jego krawędź jest potrójnie falista. Przedostatni sternit jest prostej budowy, szeroko z tyłu zaokrąglony. Pygidium samca jest poprzeczne, zaś samicy ukryte. Przysadki odwłokowe (szczypce) samicy są smukłe, lekko zakrzywione, długości 5 mm. U samca natomiast szczypce są dłuższe od ciała, długości 10 mm, smukłe i równomiernie zakrzywione na całej długości, cylindryczne w przekroju u nasady szeroko rozstawione. Narządy rozrodcze samca cechują długie, od zewnątrz rozwarte paramery o silnie wgłębionej płytce środkowej, dobrze rozwinięty skleryt podstawowy oraz długa virga.
Owad endemiczny dla wyspy Nosy Be, leżącej u północno-zachodnich wybrzeży Madagaskaru, znany tylko z lokalizacji typowej.